# یانگ هاریس (جورجیا)
یانگ هاریس، جورجیا (به انگلیسی: Young Harris, Georgia) یک شهر در ایالات متحده آمریکا با جمعیت ۸۹۹ نفر است که در جورجیا واقع شده‌است.

## موقعیت جغرافیایی
موقعیت جغرافیایی شهرها و مناطق اطراف به شرح زیر است: